# Régis Debray
Jules Régis Debray, född den 2 september 1940 i Paris, är en fransk filosof, journalist och marxistisk författare, känd för sin teoretisering av mediologi, en kritisk teori om långsiktig överföring av kulturellt innehåll genom språk eller bilder i det mänskliga samhället.

## Biografi
Régis Debray studerade vid École normale supérieure för Louis Althusser och blev agrégé i filosofi 1965.
I slutet av 1960 var han professor i filosofi vid Havannas universitet på Kuba och blev där bundsförvant med Che Guevara i Bolivia. Han skrev boken Revolution i revolutionen?, som analyserar de taktiska och strategiska doktriner som då rådde bland militanta socialistiska rörelser i Latinamerika och den blev en handbok för gerillakrig, som kompletterade Guevaras egen handbok i ämnet.
I oktober 1967 blev Debray tillfångatagen av regeringstrupper, då han följde Che Guevaras gerillakampanj i Bolivia. Han dömdes till 30 års fängelse men frigavs 1970, efter en internationell kampanj ledd av bland andra Jean-Paul Sartre, André Malraux, Charles de Gaulle och påve Paulus VI.
Efter valet av president François Mitterrand år 1981 blev Debray officiell rådgivare till presidenten i utrikesfrågor. I denna egenskap utvecklade han en politik som syftade till att öka Frankrikes handlingsfrihet i världen, minska beroendet av USA och främja närheten till de tidigare kolonierna. Han avgick 1988, men hade fram till mitten av 1990-talet ett antal officiella poster i Frankrike. 
Debray var en medlem av Stasikommissionen (uppkallad efter Bernard Stasi) år 2003, som undersökte ursprunget till den franska lagen om sekulariseringen och iögonfallande religiösa symboler i skolan. Debray stödde lagen till försvar för franska separationen mellan kyrka och stat, som syftar till att upprätthålla medborgarnas jämlikhet genom förbud mot religiös fanatism inom skolsystemet.